# Miljöskyddsområde
Ett miljöskyddsområde är i Sverige enligt Miljöbalken en form av naturskydd. Om ett större område utsätts för föroreningar eller har låg miljökvalitet på något annat sätt kan det skyddas som miljöskyddsområde. Miljöskyddsområden upprättas av regeringen, och regleras av länsstyrelsen. Länsstyrelsen bestämmer vad som ska göras för att uppnå vissa miljökvalitetsnormer, exempelvis att komma under maxvärden för utsläpp och buller, uppnå en viss vattengenomströmning eller förekomst av organismer.